# Edições de Dungeons & Dragons
Várias edições diferentes do RPG de fantasia Dungeons & Dragons (D&D) foram produzidos desde 1974. A editora atual do jogo, a Wizards of the Coast, produz novos materiais apenas para a edição mais recente. Muitos fãs, no entanto, continuam a jogar as versões mais antigas do jogo e algumas empresas de terceiros continuam a publicar materiais compatíveis com estas edições mais antigas através da liberdade da Licença de Jogo Aberto (OGL).
Após a introdução da edição original de D&D em 1974, o jogo foi dividido em dois ramos em 1977: um conjunto de regras simples denominado Dungeons & Dragons (D&D) e um conjunto de regras complexas chamado Advanced Dungeons & Dragons (AD&D). O jogo padrão (as regras simples) recebeu cinco caixas de expansão em meados da década de 1980, antes de ser compilado e ligeiramente revisto em 1991 sob o título Rules Cyclopedia. Enquanto isso, a 2ª edição do AD&D, foi publicada em 1989. Em 2000, o conjunto de regras simples foi descontinuado e o jogo avançado foi renomeado Dungeons & Dragons com a estreia de sua 3ª edição. A 4ª edição foi publicada em 2008, sendo descontinuada em 2013, com o fim dos testes públicos da 5ª edição, chamada até então de D&D Next.  A 5ª edição é aguardada para o segundo semestre de 2014 nos EUA.

## Linha do Tempo das edições
| ANO  | JOGO | JOGO |
| ---- | --- | --- |
| 1974 | Original Dungeons & Dragons - Men & Magic - Monsters & Treasure - The Underworld & Wilderness Adventures                                                                       | Original Dungeons & Dragons - Men & Magic - Monsters & Treasure - The Underworld & Wilderness Adventures                                                                       |
| 1977 | Advanced Dungeons & Dragons - Monster Manual | Dungeons & Dragons (versão Basic por "Holmes") - Basic Set (blue box) (níveis 1–3)                                                                                             |
| 1978 | - Players Handbook | Dungeons & Dragons (versão Basic por "Holmes") - Basic Set (blue box) (níveis 1–3)                                                                                             |
| 1979 | - Dungeon Masters Guide (Livros de Regras completados) | Dungeons & Dragons (versão Basic por "Holmes") - Basic Set (blue box) (níveis 1–3)                                                                                             |
| 1981 | - Dungeon Masters Guide (Livros de Regras completados) | Dungeons & Dragons (versão B/X por "Moldvay/Cook") - Basic Set (magenta box) - Expert Set (light blue box) (níveis 4–14)                                                       |
| 1983 | - Dungeon Masters Guide (Livros de Regras completados) | Dungeons & Dragons (versão BECMI por "Mentzer") - Basic Set (red box) - Expert Set (blue box) - Companion Set (teal box, níveis 15–25)                                         |
| 1984 | - Dungeon Masters Guide (Livros de Regras completados) | - Master Set (black box, níveis 26–36) |
| 1985 | - Unearthed Arcana | - Immortals Set (gold box, níveis 36+) |
| 1989 | Advanced Dungeons & Dragons 2nd Edition - Player's Handbook - Dungeon Master's Guide - Monstrous Compendium                                                                    | - Immortals Set (gold box, níveis 36+) |
| 1991 | Advanced Dungeons & Dragons 2nd Edition - Player's Handbook - Dungeon Master's Guide - Monstrous Compendium                                                                    | Dungeons & Dragons (versão RC por "Allston") - Basic Set (black box; níveis 1–5) - Rules Cyclopedia (níveis 1–36)                                                              |
| 1993 | - Monstrous Manual (Substitui o Monstrous Compendium) | Dungeons & Dragons (versão RC por "Allston") - Basic Set (black box; níveis 1–5) - Rules Cyclopedia (níveis 1–36)                                                              |
| 1994 | - Monstrous Manual (Substitui o Monstrous Compendium) | Classic Dungeons & Dragons - Basic Set (tan box; níveis 1–5) - Rules Cyclopedia (ainda impresso)                                                                               |
| 1995 | - Player's Handbook (revisado) - Dungeon Master Guide (revisado) | Classic Dungeons & Dragons - Basic Set (tan box; níveis 1–5) - Rules Cyclopedia (ainda impresso)                                                                               |
| 2000 | Dungeons & Dragons (3rd edition) - Player's Handbook - Dungeon Master's Guide - Monster Manual                                                                                 | Dungeons & Dragons (3rd edition) - Player's Handbook - Dungeon Master's Guide - Monster Manual                                                                                 |
| 2003 | Dungeons & Dragons (v3.5) - Player's Handbook - Dungeon Master's Guide - Monster Manual                                                                                        | Dungeons & Dragons (v3.5) - Player's Handbook - Dungeon Master's Guide - Monster Manual                                                                                        |
| 2008 | Dungeons & Dragons (4th edition) - Player's Handbook - Dungeon Master's Guide - Monster Manual                                                                                 | Dungeons & Dragons (4th edition) - Player's Handbook - Dungeon Master's Guide - Monster Manual                                                                                 |
| 2010 | Dungeons & Dragons Essentials - Rules Compendium - Dungeon Master's Kit - Monster Vault - Heroes of the Fallen Lands - Heroes of the Forgotten Kingdoms                        | Dungeons & Dragons Essentials - Rules Compendium - Dungeon Master's Kit - Monster Vault - Heroes of the Fallen Lands - Heroes of the Forgotten Kingdoms                        |
| 2014 | Dungeons & Dragons (5th edition) - Basic Rules (PDF apenas; opções limitadas para jogadores) - Livros de Regras: - Player's Handbook - Dungeon Master's Guide - Monster Manual | Dungeons & Dragons (5th edition) - Basic Rules (PDF apenas; opções limitadas para jogadores) - Livros de Regras: - Player's Handbook - Dungeon Master's Guide - Monster Manual |